# 도널드 트럼프가 주먹을 치켜든 사진
도널드 트럼프가 주먹을 치켜든 사진은 2024년 7월 13일 미국 펜실베이니아주 버틀러에서 도널드 트럼프가 유세하던 중 귀에 총을 맞은 직후 오른쪽 주먹을 치켜드는 도널드 트럼프의 사진이다. 미국인 사진기자 에번 부치가 촬영한 것으로, 소셜 미디어에 널리 게시되었다. 2024년 미국 대통령 선거에서 도널드 트럼프의 회복력 있는 대중적 이미지로 평가받았다. 여러 비평가들은 이 사진에 대해 구성, 색상 표현, 날카로운 각도 사용을 포토저널리즘의 가장 뛰어난 작품 중 하나로 극찬했다.

## 배경
2024년 7월 13일 펜실베이니아주 버틀러 인근에서 열린 선거 유세에서 당시 2024년 미국 대선에서 공화당 유력 후보로 거론되던 도널드 트럼프 전 미국 대통령이 암살 시도로 총격을 받았다.
워싱턴 D.C.에 있는 AP 통신의 수석 사진작가인 에번 부치는 무대 근처 완충 구역에 배치된 4명의 사진작가 중 한 명이었다. 그는 수년 동안 트럼프를 취재했고 수백 건의 정치 유세를 사진으로 찍었으며 이라크와 아프가니스탄 전쟁을 취재했다. 그는 이전에 조지 플로이드 시위를 취재한 AP 팀의 일원으로 2021년에 퓰리처상을 수상했다. 부치는 미국 비밀경호국 요원들이 트럼프를 향해 달려가는 것을 보고 사진 찍기에 더 나은 유리한 곳을 찾아 달려가 사진을 찍기 시작했다. 그는 암살 미수에 대해 "미국 역사의 한 순간이었고 기록해야 한다는 걸 알았다."라고 말했다.